# Amatersko prvenstvo Francije 1930
Amatersko prvenstvo Francije 1930 v tenisu.

## Moški posamično
Henri Cochet :  Bill Tilden 3-6, 8-6, 6-3, 6-1

## Ženske posamično
Helen Wills Moody :  Helen Jacobs 6-2, 6-1

## Moške dvojice
Henri Cochet /  Jacques Brugnon :  Harry Hopman /  Jim Willard 6–3, 9–7, 6–3

## Ženske dvojice
Helen Wills Moody /  Elizabeth Ryan :  Simone Barbier /  Simone Mathieu 6–3, 6–1

## Mešane dvojice
Cilly Aussem /  Bill Tilden :  Eileen Bennett Whittingstall /  Henri Cochet 6–4, 6–4